# Fogászatban használatos síkok és irányok

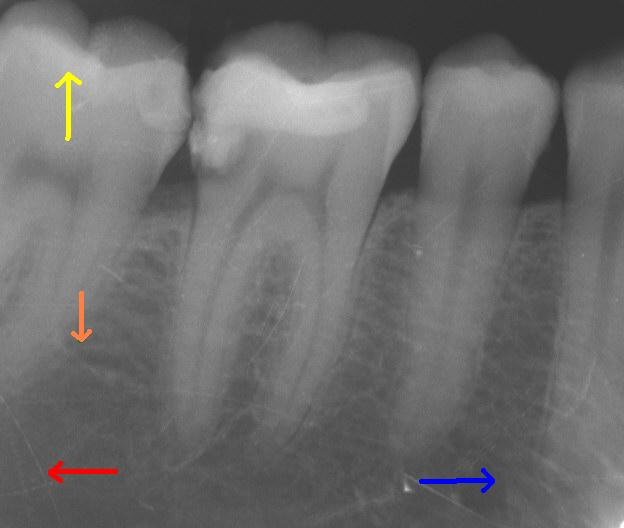
Ezen a röntgenfelvételen a jobb alsó kvadráns fogai láthatók. A nyilak a következő irányokba mutatnak: vörös-disztális, kék-meziális, sárga-koronális, narancssárga-apikális.

A fogászatban az egyszerűbb tájékozódás érdekében különböző irányokat és síkokat vezettek be. Ezek egy része megegyezik az anatómiában használatos síkokkal és irányokkal, de a legtöbbet csak a fogak leírására használják.
Anterior – előre, elöl lévő, a test hossztengelyére merőleges irány. Ellentettje a posterior, mely hátul lévőt jelent
Apikális – a fog tengelyében a gyökércsúcs felé mutató. Ellentettje az okkluzális vagy incizális, mely a rágófelszín felé mutat
Approximális – a szomszédos fog felé néző felszín. A középvonalhoz közelebb eső a meziális, a távolabb eső a disztális felszíne a fognak
Axiális – a fog tengelye irányában
Bukkális – az orca felőli. Csak az őrlőfogak területén használjuk, ahol az orcák jelen vannak. Ellentettje az orális (palatinális vagy linguális), mely a szájüreg felé néz
Camper sík – a bal subnasale-porion vonal, valamint a jobb porion által meghatározott sík. Mivel párhuzamos a rágósíkkal, a fogak elvesztése után, annak meghatározására használják
Cervikális – a fog tengelyében a fognyak irányában. A fognyak a gyökér és a korona találkozásánál, a zománc-cement határnál található
Disztális – a középvonaltól el, tehát a fogív mentén hátrább lévő. Ellentettje a meziális, mely a középvonal felé tartó irányt jelöli. Minden fognak van egy disztális felszíne, az őrlőfogaknak diszto-bukkális és diszto-orális szögletük, illetve csücskük. Az alsó őrlőknek disztális és meziális gyökerük, a felsőknek diszto-bukkális és mezio-bukkális gyökerük van
Faciális – a fogívektől kifelé mutató. Rokonértelmű a vesztibulárissal, labiálissal és a bukkálissal
Frankfurti horizontális – a bal orbitale-porion vonalon, valamint a jobb porionon átfektetett sík. A fej beállítására szokták használni.
Frontális vagy vertikális vagy koronális sík – az arc síkjával párhuzamos, jobbról balra haladó, függőleges sík. Merőleges a horizontális és középsíkra
Gingivális – a fog tengelyében az ínyszél irányában. Rokonértelmű a cervikálissal
Horizontális vagy transzverzális, vízszintes sík – egyenes fejtartás és távolba néző szem mellett párhuzamos a föld síkjával. Merőleges a szagittális és frontális síkra
Incizális – az elülső (front) fogak éleinek az irányában. Az őrlőknél rágó- vagy okkluzális felszín kifejezést használunk
Inferior – lefelé, a lábak irányába mutató. Ellentettje a superior, mely felfelé, a fejcsúcs irányába mutató. A fogakra kevésbé, inkább a fogak mellett lévő képletek helyzetének meghatározására használjuk.
Interproximális – a két szomszédos fog között
Középsík vagy mediánszagittális sík – a fej szimmetriasíkja, a koponyát két egyforma, jobb és bal részre osztja
Kvadráns – ha az összezárt fogsort a középsíkkal és a rágósíkkal „elvágjuk”, négy egyenlő részt kapunk. Ezek egyikét kvadránsnak nevezzük. Felnőtteknél egy kvadránsban 8 fogat (2 metszőt, 1 szemfogat, 2 kisőrlőt és 3 nagyőrlőt), gyerekeknél 5 fogat (2 metszőt, 1 szemfogat és 2 tejőrlőt) találunk
Labiális – az ajak felőli. Csak a frontfogak területén használjuk, ahol az ajkak találhatóak. Ellentettje az orális (palatinális vagy linguális), mely a szájüreg felé néz. Rokonértelmű a vesztibulárissal és a faciálissal
Lingvális – befelé, a nyelv felé néző. Az orálissal rokonértelmű, de általában csak az alsó fogíven használjuk
Mandibuláris – az állkapocshoz tartozó képletek jelölésére
Maxilláris – a felső állcsonthoz tartozó képletek jelölésére
Meziális – a fogív mentén a középvonal felé mutató. Ellentettje a disztális, mely a középvonaltól el, tehát a fogív mentén hátrább lévő irányt jelöli. Minden fognak van egy meziális felszíne, az őrlőfogaknak mezio-bukkális és mezio-orális szögletük, illetve csücskük. Az alsó őrlőknek meziális és disztális gyökerük, a felsőknek diszto-bukkális és mezio-bukkális gyökerük van
Okkluzális – őrlőfogaknál a rágósík irányában. Minden őrlőfognak van okkluzális, azaz rágófelszíne. Frontfogaknál incizálist használunk
Orális – befelé, a szájüreg felé mutató. Felső fogaknál palatinális, alsó fogaknál lingvális a megfelelője
Palatinális – befelé, a szájpad felé mutató. Az orálissal rokonértelmű, de általában csak a felső fogíven használjuk
Posterior – hátra, hátul lévő. A test hossztengelyére merőleges irány. Ellentettje az anterior, mely elöl lévőt jelent
Rágósík – a bal alsó középső metszőfog metszőélének a meziális sarkán és a két legutolsó alsó őrlőfog külső-hátsó csücskén átfektetett sík
Superior – felfelé, a fejcsúcs irányába mutató. A fogakra kevésbé, inkább a fogak mellett lévő képletek helyzetének meghatározására használjuk. Ellentettje az inferior, mely lefelé, a lábak irányába mutatót jelent
Szagittális sík – nyílirányú, elölről hátra húzódó függőleges, a horizontális síkra (a föld síkjára) merőleges és a középsíkkal párhuzamos sík
Vestibuláris – a fogívektől kifelé, a szájtornác (vestibulum) felé néző. Rokonértelmű a faciálissal, frontfogak estén a labiálissal, és rágófogak estén a bukkálissal.